# Екатерина Серебрянска
Екатерѝна Олѐговна Серебря̀нска (на украински: Катери́на Оле́гівна Серебря́нська) е украинска състезателка по художествена гимнастика. Индивидуална олимпийска шампионка (Атланта 1996). Заслужил майстор на спорта на Украйна (1996 г.).

## Биография
Екатерина е родена на 25 октомври 1977 г. в Симферопол, УССР в семейството на майстора на спорта по футбол Олег Василиевич Серебрянски и майсторката на спорта по гимнастика Любов Евсеевна. На 4-годишна възраст родителите ѝ я завеждат на тренировки в спортната зала (майка ѝ е неин треньор в клуб „Грация“ в Симферопол), тъй като тя няма с кого да стои у дома. От 8-годишна възраст Екатерина започва да се занимава професионално с художествена гимнастика. Докато учи в училище, тя става майстор на спорта, шампионка и медалистка от европейското първенство за юноши. След това тя се премества в Киев и продължава обучението при майка си.
Серебрянска става европейска шампионка в отборното първенство, абсолютна световна и европейска шампионка, олимпийска шампионка и победителка в Континенталната купа. В своя актив има осем световни и шест европейски титли от финалите в индивидуални събития.
Екатерина завършва спортната си кариера през 1998 година.
Кандидат на науките. Екатерина е водеща на много телевизионни проекти за балансирано хранене и ефективно обучение. Автор на седем фитнес DVD-та „Сутрешна гимнастика с Екатерина Серебрянска“ и книга, озаглавена „Тайните на жените или бъдете във форма!“. Основателка и идейна вдъхновителка на портала Ekaterina.ua за методи за постигане на баланс и здраве в условията на активния съвременен живот.

## Награди
- Почетен знак на Президента на Украйна (21 декември 1995 г.)[2]
- Кръст „За храброст“ (1996)[3]
- Орден „За заслуги“, II степен (1999)[4]
- Орден на княгиня Олга III степен (2009)[5]
- Почетен гражданин на Автономна република Крим (1997)[6]